# Porsche Carrera Cup Deutschland 2016
Der Porsche Carrera Cup Deutschland 2016 war die 27. Saison des Porsche Carrera Cup Deutschland. Der erste Lauf am 16. April 2016 fand in Oschersleben statt. Das Saisonfinale am 16. Oktober wurde auf dem Hockenheimring gefahren.
Insgesamt wurden in dieser Saison 16 Läufe an acht Wochenenden in Deutschland, Österreich und in den Niederlanden ausgetragen. Die erste Runde in Oschersleben gehörte zum Rahmenprogramm der ADAC GT Masters. Die anderen Rennen wurden zusammen mit der DTM veranstaltet. Es wurden an den Rennwochenenden jeweils zwei Läufe durchgeführt.
Sven Müller gewann mit 271 Punkten den Fahrertitel. Die Teamwertung gewann Konrad Motorsport.
Den B-Fahrertitel für Amateure gewann Wolfgang Triller mit 310 Punkten. Die Rookie-Wertung gewann der Norweger Dennis Olsen.

## Starterfeld
Folgende Fahrer und Gastfahrer sind in der Saison gestartet:
| Nr. | Fahrer                 | Team                                   | Wertung | Rennwochenende |
| --- | ---------------------- | -------------------------------------- | ------- | -------------- |
| 1   | David Kolkmann         | Rookie Team Deutsche Post by Project 1 | A R     | alle           |
| 2   | Nick Yelloly           | Rookie Team Deutsche Post by Project 1 | A R     | alle           |
| 6   | Ryan Cullen            | Konrad Motorsport                      | A R     | 1–6            |
| 6   | Nick Foster            | Konrad Motorsport                      | A       | 7, 8           |
| 7   | Sven Müller            | Konrad Motorsport                      | A       | alle           |
| 8   | Luca Rettenbacher      | Konrad Motorsport                      | A R     | alle           |
| 9   | Wolf Nathan            | Huber Lechner Racing                   | B       | alle           |
| 10  | Jeffrey Schmidt        | Lechner Huber Racing                   | A       | alle           |
| 13  | Wolfgang Triller       | Huber Lechner Racing                   | B       | alle           |
| 14  | Christian Engelhart    | MRS GT-Racing                          | A       | alle           |
| 15  | Ricardo Flores Ramirez | MRS GT-Racing                          | B       | 1–6            |
| 15  | Dylan Pereira          | MRS GT-Racing                          | A       | 7              |
| 15  | Siegfried Venema       | MRS GT-Racing                          | B       | 8              |
| 17  | Nick Foster            | KÜS Team75 Bernhard                    | A       | 1–6            |
| 17  | Michael Ammermüller    | KÜS Team75 Bernhard                    | A       | 7              |
| 17  | Matteo Cairoli         | KÜS Team75 Bernhard                    | A       | 8              |
| 18  | Marek Böckmann         | KÜS Team75 Bernhard                    | A R     | alle           |
| 20  | Henric Skoog           | PFI Racing                             | A       | 8              |
| 21  | Dennis Olsen           | Lechner Huber Racing                   | A R     | alle           |
| 30  | Philip Morin           | Lechner Huber Racing                   | A       | 1              |
| 31  | Matteo Cairoli         | Ebimotors                              | A       | 3              |
| 32  | Philipp Sager          | Huber Lechner Racing                   | A       | 3              |
| 33  | Daniel Keilwitz        | Wiesmann Motorsport                    | A       | 4              |
| 34  | Robert Lukas           | FÖRCH Racing by Lukas Motorsport       | A       | 4              |
| 35  | Ronald van de Laar     | Konrad Motorsport                      | A       | 5              |
| 36  | Richy Müller           | Rookie Team Deutsche Post by Project 1 | A       | 7, 8           |
| 37  | Nico Menzel            | Rookie Team Deutsche Post by Project 1 | A       | 7              |
| 38  | Philip Morin           | Lechner Huber Racing                   | A       | 7              |
| 39  | Pontus Fredricsson     | Fragus BR Motorsport                   | A       | 8              |
| 40  | Robin Hansson          | Fragus BR Motorsport                   | A       | 8              |
| 41  | Magnus Öhman           | Mtech Competition                      | B       | 8              |
| 42  | Lars-Bertil Rantzow    | Mtech Competition                      | B       | 8              |
| 43  | Philip Morin           | Cirkus Karlsson Racing                 | A       | 8              |
| 44  | Matte Karlsson         | Cirkus Karlsson Racing                 | B       | 8              |
| 45  | Philipp Sager          | Konrad Motorsport                      | A       | 8              |
| 95  | Patrick Skoog          | PFI Racing                             | B       | 8              |

| Symbol | Fahrer-Wertung |
| ------ | -------------- |
| A      | Profi (A)      |
| B      | Amateur (B)    |
| R      | Rookie         |

      Gaststarter

## Rennkalender und Ergebnisse
| Runde | Runde  | Rennstrecke    | Datum         | Pole-Position       | Schnellste Runde    | Sieger              | Zweiter             | Dritter             |
| ----- | ------ | -------------- | ------------- | ------------------- | ------------------- | ------------------- | ------------------- | ------------------- |
| 1     | Lauf 1 | Oschersleben   | 16. April     | Sven Müller         | Sven Müller         | Sven Müller         | Dennis Olsen        | Nick Foster         |
| 1     | Lauf 2 | Oschersleben   | 17. April     | Sven Müller         | Christian Engelhart | Sven Müller         | Christian Engelhart | Dennis Olsen        |
| 2     | Lauf 1 | Hockenheimring | 7. Mai        | Christian Engelhart | Jeffrey Schmidt     | Sven Müller         | Christian Engelhart | Jeffrey Schmidt     |
| 2     | Lauf 2 | Hockenheimring | 8. Mai        | Christian Engelhart | Christian Engelhart | Jeffrey Schmidt     | Christian Engelhart | Dennis Olsen        |
| 3     | Lauf 1 | Red Bull Ring  | 21. Mai       | Sven Müller         | Sven Müller         | Christian Engelhart | Matteo Cairoli      | Jeffrey Schmidt     |
| 3     | Lauf 2 | Red Bull Ring  | 22. Mai       | Matteo Cairoli      | Sven Müller         | Sven Müller         | Christian Engelhart | Luca Rettenbacher   |
| 4     | Lauf 1 | Lausitzring    | 4. Juni       | Sven Müller         | Sven Müller         | Sven Müller         | Dennis Olsen        | Nick Foster         |
| 4     | Lauf 2 | Lausitzring    | 5. Juni       | Sven Müller         | Sven Müller         | Sven Müller         | Christian Engelhart | Nick Foster         |
| 5     | Lauf 1 | Norisring      | 25. Juli      | Sven Müller         | Sven Müller         | Sven Müller         | Dennis Olsen        | Christian Engelhart |
| 5     | Lauf 2 | Norisring      | 26. Juli      | Sven Müller         | Sven Müller         | Sven Müller         | Dennis Olsen        | Christian Engelhart |
| 6     | Lauf 1 | Zandvoort      | 16. Juli      | Jeffrey Schmidt     | Sven Müller         | Sven Müller         | Jeffrey Schmidt     | Christian Engelhart |
| 6     | Lauf 2 | Zandvoort      | 17. Juli      | Jeffrey Schmidt     | Jeffrey Schmidt     | Sven Müller         | Jeffrey Schmidt     | Christian Engelhart |
| 7     | Lauf 1 | Nürburgring    | 10. September | Michael Ammermüller | Michael Ammermüller | Michael Ammermüller | Christian Engelhart | Nick Yelloly        |
| 7     | Lauf 2 | Nürburgring    | 11. September | Jeffrey Schmidt     | Nick Yelloly        | Michael Ammermüller | Jeffrey Schmidt     | Nick Foster         |
| 8     | Lauf 1 | Hockenheimring | 15. Oktober   | Sven Müller         | Christian Engelhart | Jeffrey Schmidt     | Sven Müller         | Christian Engelhart |
| 8     | Lauf 2 | Hockenheimring | 16. Oktober   | Sven Müller         | Sven Müller         | Christian Engelhart | Nick Yelloly        | Matteo Cairoli      |

## Meisterschaftsergebnisse

### Punktesystem
Punkte wurden an die ersten 15 klassifizierten Fahrer in folgender Anzahl vergeben. Die Punkte von den Gaststartern wurden am Saisonende gestrichen, daher können gleiche Positionen unterschiedliche Punktwertungen aufweisen:
| Platz  | 1. | 2. | 3. | 4. | 5. | 6. | 7. | 8. | 9. | 10. | 11. | 12. | 13. | 14. | 15. |
| Punkte | 20 | 18 | 16 | 14 | 12 | 10 | 9  | 8  | 7  | 6   | 5   | 4   | 3   | 2   | 1   |

### A-Fahrerwertung
Insgesamt kamen 13 Fahrer in die Punktewertung.
| Platz                                       | Fahrer              | OSC | OSC | HOC1 | HOC1 | RBR | RBR | LAU | LAU | NOR | NOR | ZAN | ZAN | NÜR | NÜR | HOC2 | HOC2 | Punkte |
| ------------------------------------------- | ------------------- | --- | --- | ---- | ---- | --- | --- | --- | --- | --- | --- | --- | --- | --- | --- | ---- | ---- | ------ |
| 1                                           | Sven Müller         | 1   | 1   | 1    | 4    | 11  | 1   | 1   | 1   | 1   | 1   | 1   | 1   | 8   | 6   | 2    | 5    | 271    |
| 2                                           | Christian Engelhart | 7   | 2   | 2    | 2    | 1   | 2   | 4   | 2   | 3   | 3   | 3   | 3   | 2   | 5   | 3    | 1    | 263    |
| 3                                           | Dennis Olsen        | 2   | 3   | 12   | 3    | 4   | 4   | 2   | 4   | 2   | 2   | 4   | 4   | 7   | 7   | 7    | 16   | 218    |
| 4                                           | Jeffrey Schmidt     | EX  | 4   | 3    | 1    | 3   | DSQ | 5   | 5   | 13  | 5   | 2   | 2   | 4   | 2   | 1    | DNF  | 192    |
| 5                                           | Nick Foster         | 3   | 5   | 5    | 5    | 9   | 6   | 3   | 3   | 4   | 4   | 6   | 12  | 5   | 3   | DSQ  | 9    | 186    |
| 6                                           | Nick Yelloly        | 9   | 7   | 7    | 7    | 6   | 9   | 10  | 7   | DNS | 12  | 5   | 11  | 3   | 4   | 4    | 2    | 161    |
| 7                                           | David Kolkmann      | 5   | 6   | 8    | 10   | 5   | 7   | 8   | 8   | 6   | 7   | 8   | 6   | 6   | 9   | 8    | 7    | 154    |
| 8                                           | Luca Rettenbacher   | 4   | 8   | 4    | 6    | 13  | 3   | 6   | 10  | 12  | 6   | 7   | 5   | 10  | 12  | 9    | 13   | 153    |
| 9                                           | Marek Böckmann      | 10  | 11  | 10   | 8    | 7   | 8   | 11  | 15  | 7   | 8   | 10  | 7   | 15  | 11  | DNF  |      | 103    |
| 10                                          | Ryan Cullen         | 6   | 10  | 6    | 9    | 8   | 11  | 12  | 9   | 5   | DNF | 9   | 8   |     |     |      |      | 91     |
| 11                                          | Michael Ammermüller |     |     |      |      |     |     |     |     |     |     |     |     | 1   | 1   |      |      | 40     |
| 12                                          | Matteo Cairoli      |     |     |      |      | 2   | 5   |     |     |     |     |     |     |     |     | 5    | 3    | 28     |
| 13                                          | Dylan Pereira       |     |     |      |      |     |     |     |     |     |     |     |     | 14  | 10  |      |      | 13     |
| Gastfahrer ohne Meisterschaftspunktewertung |                     |     |     |      |      |     |     |     |     |     |     |     |     |     |     |      |      |        |
|                                             | Philip Morin        | DNF | 9   |      |      |     |     |     |     |     |     |     |     | 11  | 8   | 6    | 4    | 0      |
|                                             | Philipp Sager       |     |     |      |      | DNF | 13  |     |     |     |     |     |     |     |     | 18   | 15   | 0      |
|                                             | Daniel Keilwitz     |     |     |      |      |     |     | 7   | 11  |     |     |     |     |     |     |      |      | 0      |
|                                             | Robert Lukas        |     |     |      |      |     |     | 9   | 6   |     |     |     |     |     |     |      |      | 0      |
|                                             | Ronald van de Laar  |     |     |      |      |     |     |     |     | DNS | 13  |     |     |     |     |      |      | 0      |
|                                             | Nico Menzel         |     |     |      |      |     |     |     |     |     |     |     |     | 9   | 15  |      |      | 0      |
|                                             | Richy Müller        |     |     |      |      |     |     |     |     |     |     |     |     | 16  | 16  | 19   | DNF  | 0      |
|                                             | Robin Hansson       |     |     |      |      |     |     |     |     |     |     |     |     |     |     | 10   | 8    | 0      |
|                                             | Henric Skoog        |     |     |      |      |     |     |     |     |     |     |     |     |     |     | 11   | 14   | 0      |
|                                             | Pontus Fredricsson  |     |     |      |      |     |     |     |     |     |     |     |     |     |     | 14   | 10   | 0      |
| Platz                                       | Fahrer              | OSC | OSC | HOC1 | HOC1 | RBR | RBR | LAU | LAU | NOR | NOR | ZAN | ZAN | NÜR | NÜR | HOC2 | HOC2 | Punkte |

| Legende  | Legende            | Legende                                                          |
| Farbe    | Abkürzung          | Bedeutung                                                        |
| -------- | ------------------ | ---------------------------------------------------------------- |
| Gold     | –                  | Sieg                                                             |
| Silber   | –                  | 2. Platz                                                         |
| Bronze   | –                  | 3. Platz                                                         |
| Grün     | –                  | Platzierung in den Punkten                                       |
| Blau     | –                  | Klassifiziert außerhalb der Punkteränge                          |
| Violett  | DNF                | Rennen nicht beendet (did not finish)                            |
| Violett  | NC                 | nicht klassifiziert (not classified)                             |
| Rot      | DNQ                | nicht qualifiziert (did not qualify)                             |
| Rot      | DNPQ               | in Vorqualifikation gescheitert (did not pre-qualify)            |
| Schwarz  | DSQ                | disqualifiziert (disqualified)                                   |
| Weiß     | DNS                | nicht am Start (did not start)                                   |
| Weiß     | WD                 | zurückgezogen (withdrawn)                                        |
| Hellblau | PO                 | nur am Training teilgenommen (practiced only)                    |
| Hellblau | TD                 | Freitags-Testfahrer (test driver)                                |
| ohne     | DNP                | nicht am Training teilgenommen (did not practice)                |
| ohne     | INJ                | verletzt oder krank (injured)                                    |
| ohne     | EX                 | ausgeschlossen (excluded)                                        |
| ohne     | DNA                | nicht erschienen (did not arrive)                                |
| ohne     | C                  | Rennen abgesagt (cancelled)                                      |
| ohne     | keine WM-Teilnahme |                                                                  |
| sonstige | P/fett             | Pole-Position                                                    |
| sonstige | 1/2/3/4/5/6/7/8    | Punktplatzierung im Sprint-/Qualifikationsrennen                 |
| sonstige | SR/kursiv          | Schnellste Rennrunde                                             |
| sonstige | *                  | nicht im Ziel, aufgrund der zurückgelegten Distanz aber gewertet |
| sonstige | ()                 | Streichresultate                                                 |
| sonstige | unterstrichen      | Führender in der Gesamtwertung                                   |

Anmerkung
1. ↑  Im dritten Rennen startete Matteo Cairoli als Gaststarter und erhielt keine Punkte.

### Teamwertung
Es kamen 6 Teams in die Punktewertung.
| Platz | Team                                   | OSC | OSC | HOC1 | HOC1 | RBR | RBR | LAU | LAU | NOR | NOR | ZAN | ZAN | NÜR | NÜR | HOC2 | HOC2 | Punkte |
| ----- | -------------------------------------- | --- | --- | ---- | ---- | --- | --- | --- | --- | --- | --- | --- | --- | --- | --- | ---- | ---- | ------ |
| 1     | Konrad Motorsport                      | 34  | 28  | 34   | 24   | 12  | 36  | 30  | 28  | 26  | 30  | 29  | 32  | 17  | 18  | 18   | 23   | 419    |
| 2     | Lechner Huber Racing                   | 18  | 30  | 21   | 36   | 34  | 14  | 30  | 26  | 18  | 30  | 32  | 32  | 24  | 28  | 30   | 8    | 411    |
| 3     | MRS GT-Racing                          | 16  | 18  | 24   | 22   | 20  | 23  | 20  | 23  | 23  | 23  | 20  | 16  | 23  | 22  | 23   | 26   | 342    |
| 4     | KÜS Team75 Bernhard                    | 23  | 19  | 19   | 20   | 19  | 21  | 23  | 20  | 24  | 22  | 17  | 14  | 24  | 27  | 12   | 16   | 320    |
| 5     | Rookie Team Deutsche Post by Project 1 | 20  | 19  | 19   | 16   | 26  | 18  | 17  | 19  | 12  | 13  | 20  | 16  | 28  | 25  | 23   | 28   | 319    |
| 6     | Huber Lechner Racing                   | 14  | 6   | 8    | 11   | 14  | 13  | 9   | 13  | 17  | 11  | 11  | 15  | 13  | 9   | 8    | 19   | 191    |

### B-Fahrerwertung
Insgesamt kamen 4 Fahrer in die Amateur-Punktewertung.
| Platz                                       | Fahrer                 | OSC | OSC | HOC1 | HOC1 | RBR | RBR | LAU | LAU | NOR | NOR | ZAN | ZAN | NÜR | NÜR | HOC2 | HOC2 | Punkte |
| ------------------------------------------- | ---------------------- | --- | --- | ---- | ---- | --- | --- | --- | --- | --- | --- | --- | --- | --- | --- | ---- | ---- | ------ |
| 1                                           | Wolfgang Triller       | 8   | 12  | 9    | 11   | 10  | 10  | 14  | 13  | 8   | 11  | 11  | 9   | 13  | 13  | 12   | 6    | 310    |
| 2                                           | Wolf Nathan            | 12  |     | DNS  | 12   | 12  | 12  | 15  | 12  | 9   | 10  | 12  | 10  | 12  | 14  | DNF  | 17   | 234    |
| 3                                           | Ricardo Flores Ramirez | 11  | DNF | 11   | 13   | DNF | 14  | 13  | 14  | 11  | 9   | 13  | DNF |     |     |      |      | 156    |
| 4                                           | Siegfried Venema       |     |     |      |      |     |     |     |     |     |     |     |     |     |     | 20   | 18   | 34     |
| Gastfahrer ohne Meisterschaftspunktewertung |                        |     |     |      |      |     |     |     |     |     |     |     |     |     |     |      |      |        |
|                                             | Lars Bertil Rantzow    |     |     |      |      |     |     |     |     |     |     |     |     |     |     | 13   | 12   | 0      |
|                                             | Matte Karlsson         |     |     |      |      |     |     |     |     |     |     |     |     |     |     | 15   | 20   | 0      |
|                                             | Patrick Skoog          |     |     |      |      |     |     |     |     |     |     |     |     |     |     | 16   | 11   | 0      |
|                                             | Magnus Öhman           |     |     |      |      |     |     |     |     |     |     |     |     |     |     | 17   | 19   | 0      |